# Филипс (стадион)
«Фи́липс» (нидерл. Philips Stadion) — футбольный стадион в Эйндховене. Домашний стадион команды ПСВ, вместимостью 35 000 зрителей. Район, в котором находится стадион, называется Филипсдорп (Philipsdorp — деревня «Филипс»), относится к городскому округу Стрейп и находится недалеко от центра Эйндховена.

## История
Официальное открытие состоялось 31 августа 1913 года.
В 1933 году вместимость составляла всего 300 человек, такая ситуация сохранялась до 1941 года, когда стадион был расширен до 18 000 мест.
В последние дни Второй мировой войны весь Эйндховен подвергся сильному разрушению, в частности сильно пострадал и стадион. После проведения ремонта в 1958 году стадион стал вмещать 22 000 зрителей. Дальнейшее увеличение Северной трибуны (1995) и достройка угловых секторов (2002 и 2004 года) обеспечили нынешнюю вместимость. В настоящее время имеются планы по расширению арены до 40 000 мест.
Иногда на стадионе свои матчи проводит сборная Нидерландов. В первом из них, состоявшемся 17 ноября 1971 года, в отборочном матче чемпионата Европы—1972 нидерландцы выиграли у сборной Люксембурга 8:0. Официальный рекорд посещаемости стадиона составляет 34 700 зрителей был установлен 23 октября 2005 года в матче чемпионата Нидерландов между ПСВ и «Аяксом».
Филипс Стадион стал одним из четырёх нидерландских стадионов, принимавших матчи чемпионата Европы — 2000, который проводился в Бельгии и Нидерландах. УЕФА отнес этот стадион к категории четырёх звёзд, что даёт возможность проведения финальных матчей Кубка УЕФА. Стадион был выбран местом проведения финала Кубка УЕФА в 2006 году. В этом матче «Севилья» победила «Мидлсбро» со счетом 4:0.
Летом 2005 года совет директоров клуба принял решение убрать высокие решётки вокруг поля, заменив их 90-сантиметровой оградой, отделяющей зрителей от газона. Наказание за несанкционированный выход на поле — штраф 15 000 евро и десятилетний запрет на посещение арены.

## Средняя посещаемость
(во внутреннем чемпионате):
- 2003-04: 32 852
- 2004-05: 31 688
- 2005-06: 33 164
- 2006-07: 33 650
- 2007-08: 33 512

## Интересный факт
На трибунах есть одно особое место (Сектор D, ряд 22, место 43), которое всё время свободно. Это место занимал бывший президент «Филипс» Фриц Филипс в последние годы своей жизни, поскольку он отказался от использования любых привилегий на стадионе и смотрел футбол, сидя среди простых болельщиков. После его смерти в 2005 году в возрасте 100 лет администрация ПСВ решила в знак памяти навечно закрепить за ним это место.

## Адрес
Frederiklaan 10, Postbus 886, 5600 AW Eindhoven, Netherlands